# Mishil
Mishil (hanja:  美室; 546/548 circa – 612 circa) fu una figura storica nella dinastia coreana di Silla.

## Biografia
Per lo Hwarang segi - raccolta di antichi libri coreani che riportano storie e racconti epici dei cavalieri Hwarang - Mishil era la figlia del nobile Mijinbu e della dama Myodo, sorella della regina Sado, consorte di Jinheung di Silla. La nonna paterna era la principessa Samyeop, figlia di Beopheung di Silla. Grazie al suo lignaggio, Mishil fu riconosciuta come jingol (진골?, 眞骨?), nobile secondaria nella classificazione del lignaggio reale. È una figura controversa tra gli storici poiché non è nominata nel Samguk Sagi, la più antica cronaca esistente dell'antica storia coreana, e nel Samguk Yusa, una raccolta di leggende, racconti popolari e resoconti storici relativi ai Tre regni di Corea.
Salì al potere come risultato dei suoi rapporti con governanti di spicco, re di Silla e vari pungwolju (풍월주?, 風月主?; Hwarang anziani). Era la moglie di Sejong (il sesto pungwolju), amante del generale Seolwon (il settimo pungwolju) e sorella maggiore di Misaeng (il decimo pungwolju). Fu la concubina di tre re di Silla consecutivi, cioè Jinheung, Jinji e Jinpyeong. Secondo la leggenda era innamorata del principe ereditario Dongryun, figlio di Jinheung. I suoi figli Bojong (avuto da Seolwon) e Hajong (avuto da Sejong) diventarono, rispettivamente, l'undicesimo e il sedicesimo pungwolju.
Lady Mishil dimostrò la sua influenza quando convinse molti nobili a rimuovere re Jinji, affermando che avesse rubato il trono al vero erede scelto da re Jinheung, il principe Baekjeong, figlio di Dongryun. La rimozione di Jinji fece salire al trono il nipote, che diventò re Jinpyeong. Ironicamente, il nipote di Jinji, Kim Chunchu, sarebbe in seguito salito al trono come re Muyeol.

### Discendenza
1. Sejong (?-588). Uno dei figli dell'imperatrice vedova Jiso e marito di Mishil, il suo nome ufficiale era Noribu (a volte variato in Nojong, Nobu, Naebu e Naeryebu). Fu il sesto pungwolju, carica che ricoprì dal 561 al 568, e nel 572.
  1. Hajong (564-?). Undicesimo pungwolju (588-591)
  2. Okjong
2. Sadaham (546-561). Quinto pungwolju (562-564)
3. Seolwon (549-606). Settimo pungwolju (572-579)
  1. Bojong (580-621). Sedicesimo pungwolju (616-621)
4. Re Jinheung. Ventiquattresimo re di Silla
  1. Principe Sujong
  2. Principessa Banya
  3. Principessa Nanya
5. Principe ereditario Dongryun (?-572). Figlio di re Jinheung
  1. Principessa Aesong
6. Re Jinji. Venticinquesimo re di Silla
7. Re Jinpyeong. Ventiseiesimo re di Silla
  1. Principessa Bohwa

## Rappresentazioni nei media
Mishil è stata interpretata in televisione dalle seguenti attrici:
- Seo Kap-sook in Yeon Gaesomun (연개소문, 2006-2007)
- Go Hyun-jung in Seondeok yeo-wang (선덕여왕, 2009). Qui è raffigurata come uno spietato, ma carismatico genio politico, una delle figure più influenti di Silla, con funzione di Custode del Sigillo Reale, Controllore della Milizia e "Wonhwa" (padrona degli Hwarang). Ha avuto anche un figlio, Bidam, con re Jinji